# Strenice
Strenice är en ort i Tjeckien.   Den ligger i regionen Mellersta Böhmen, i den centrala delen av landet, 40 km nordost om huvudstaden Prag. Strenice ligger 221 meter över havet och antalet invånare är 174.
Terrängen runt Strenice är huvudsakligen platt. Strenice ligger nere i en dal.Runt Strenice är det ganska tätbefolkat, med 65 invånare per kvadratkilometer. Närmaste större samhälle är Mladá Boleslav, 6,0 km öster om Strenice. Trakten runt Strenice består till största delen av jordbruksmark.